# L'arcano incantatore
L'arcano incantatore  è un film del 1996 diretto da Pupi Avati.

## Trama
Anno 1750. Il seminarista Giacomo Vigetti è rinchiuso in una cella di un convento e racconta ad un frate, dopo lunghe sofferenze, la storia che lo ha condotto lì. Costretto a lasciare Bologna per evitare una condanna, dopo aver ingravidato una ragazza e averla indotta ad abortire, il giovane, in cerca di un posto dove rifugiarsi, viene indirizzato ad una villa, nella quale incontra una vecchia dama che, nascosta dietro a un paravento dipinto, stipula con lui un giuramento di sangue, facendosi consegnare come pegno il cilicio della madre, con la promessa che gli verrà restituito una volta portato a termine l'incarico che gli viene affidato.
Su indicazione della misteriosa signora, il ragazzo si dirige a Medelana, nell'Appennino bolognese, per svolgere la funzione di segretario al servizio di un enigmatico personaggio, Achille Ropa Sanuti, un monsignore allontanato dalla Chiesa per i suoi studi sull'occulto che gli valsero la nomea di "arcano incantatore". Questi vive solo in un'abitazione isolata, circondato dai volumi di una gigantesca libreria. Giacomo deve sostituire Nerio, il suo precedente aiutante, morto in circostanze non chiare, su cui circolano voci ambigue. Intanto la chiesa invia un confessore della curia ad investigare sugli strani eventi che ruotano attorno alla figura del monsignore, compresa la sparizione di due ragazze appartenenti alla congregazione delle converse "guardiane delle ostie" della quale è stato accusato Nerio anni prima. Il monsignore rende partecipe Giacomo a diversi esperimenti esoterici e, di tanto in tanto, lo incarica di trascrivere dei codici cifrati da lui dettati, che dovranno poi essere inviati a un ignoto destinatario. I due stringono una sorta di amicizia e il ragazzo quasi si convince che nelle ricerche telepatiche e magiche del suo maestro non c'è nulla di così sinistro, anche perché il monsignore gli rivela di essersi disfatto del materiale di studi esoterici di Nerio, tra cui diversi libri che ha bruciato, soprattutto uno, molto potente, intitolato "Pseudomonarchia dei Demoni"
Tempo dopo, in paese comincia a girare voce che Nerio stia ritornando in vita. Giacomo viene a saperlo e lo comunica al monsignore, che non vi dà peso e lo esorta anche a non credere alle dicerie malevole sul suo vecchio aiutante morto. 
Giacomo, dopo aver avuto strane visioni con protagoniste Giulia e Anna, le due converse scomparse, una notte si consulta con il parroco del paese, dal quale gli viene detto che in paese si credeva che Nerio fosse una persona indemoniata che conduceva riti magici grazie anche a misteriosi libri esoterici. Alla sua morte il monsignore aveva deciso di farlo seppellire nei pressi della sua abitazione, in terra non consacrata, compito che è stato eseguito da Giacomo stesso nel suo primo giorno, appena arrivato a casa dal Ropa Sanuti. Si pensa anche che le apparizioni durante i riti del monsignore, siano proprio del suo vecchio aiutante Nerio, entità malvagia che ad ogni occasione gli prosciuga energia vitale, tanto da renderlo seriamente in pericolo di vita
A Giacomo quindi, per salvare il monsignore, su indicazione del parroco, non resta altro che riesumare il cadavere di Nerio per spostarlo in un terreno consacrato, affinché il suo corpo e spirito possano essere purificati, ponendo fine ad ogni evento soprannaturale. Giacomo si decide a riesumare il corpo di Nerio e lo porta dal parroco del paese; qui si scopre con stupore che il cadavere è in realtà quello del monsignore, ma Giacomo se ne è già andato e non ne viene informato.
Giacomo torna nell'abitazione del monsignore convinto sia tutto finito, ma non trova l'uomo nel suo letto dove, tra le lenzuola, scopre che il libro che usava per dettargli i messaggi in codice è proprio la "Pseudomonarchia Daemonium". Giacomo, girando per la casa in cerca del monsignore che è in realtà Nerio, trova i resti delle due converse scomparse anni addietro e nella stessa stanza Nerio quasi morente che tenta di convincerlo di avere fatto cosa giusta "liberandolo da Nerio", rappresentanza del male assoluto e colpevole dell'assassinio delle due donne. Giacomo gli dice del libro e di avere capito la verità, così Nerio, vedendosi smascherato, tenta di ucciderlo dopo avere appena ucciso anche il confessore che investigava sul monsignore. Nerio, anche se molto provato fisicamente, attacca Giacomo, ma dopo poco cade a terra sfinito e morente. Con la voce della vecchia signora fautrice del giuramento di Giacomo, nelle sue ultime parole, ricorda a quest'ultimo che non può sfuggire al suo patto. Giacomo fugge e, recatosi infine alla villa a recuperare il pegno reso per il giuramento, scoprirà che nella casa dove ha stipulato il patto non vive più la vecchia dama, in quanto morta, e capisce quindi che non potrà mai più scioglierlo, fonte questo del suo incessante tormento. Prima di andarsene dalla villa, Giacomo vede Nerio guardarlo da dietro una cancellata che sembra quella di un cimitero e con questa visione termina il suo racconto.

## Produzione

### Riprese
Le scene relative ai trascorsi di Giacomo a Bologna sono in realtà state girate a Todi, in particolare sulla scalinata del duomo, lungo le Fonti di Scarnabecco, presso il cimitero e a palazzo Pongelli (la villa dove avviene il "patto" nel film). Le scene lungo il lago sono state realizzate presso edifici ora in abbandono lungo le sponde del lago di Corbara. Le scene della torre dell'arcano incantatore sono invece state girate nella frazione di Fiore (Todi), presso il borgo Petaccioli, mentre le scene raffiguranti la chiesetta del paese sono state girate presso il castello di Rota, nel Lazio.

## Riconoscimenti
- Festival internazionale del cinema fantastico di Bruxelles - 1998: Corvo d'Argento a Pupi Avati